# Lena Zelmel
Lena Zelmel (* 27. August 1993 in Bad Kreuznach) ist eine ehemalige deutsche Handballspielerin, die in der Bundesliga aktiv war.

## Karriere
Zelmel begann das Handballspielen beim 1. FSV Mainz 05. Mit der B-Jugend belegte die Außenspielerin 2009 den 3. Platz bei den deutschen Meisterschaften. Im selben Jahr schloss sich die Rechtshänderin der DJK/MJC Trier an. In den Spielzeiten 2011/12 und 2012/13 lief sie für die Damenmannschaft aus Trier in der Bundesliga auf. Nachdem Trier 2013 aus der Bundesliga abgestiegen war, kehrte sie zum Zweitligisten 1. FSV Mainz 05 zurück. Im Februar 2014 wechselte Zelmel zum Bundesligisten Buxtehuder SV. Mit Buxtehude gewann sie 2015 den DHB-Pokal. Im September 2017 erklärte sie nach ihrem dritten Kreuzbandriss ihr Karriereende. Zelmel erzielte für Buxtehude 68 Tore in 45 Bundesligaspielen.